# Truque (álbum)
Truque é o quarto álbum de estúdio da cantora brasileira Clarice Falcão. O seu lançamento ocorreu em 10 de agosto de 2023, através da gravadora Chevalier de Pas. O álbum é inteiramente composto pela artista em conjunto com Lucas de Paiva, também produtor do disco, que acompanha a artista no seu lançamento anterior. O disco foi desenvolvido e gravado entre 2021 e 2023 e feito simultaneamente como uma peça audiovisual.

## Antecedentes e lançamento
Em meio a pandemia do COVID-19, a artista lançou seu último extended play Eu Me Lembro, também trabalhou em projetos paralelos participando como apresentadora da primeira temporada do reality show brasileiro LOL: Se Rir, Já Era! juntamente com o comediante Tom Cavalcante, que foi produzido e distribuido pela Amazon Studios e tendo lançamento em dezembro de 2021, e a mais recente na série Eleita (2023), também produzida pela Amazon Prime Video, na qual participou como atriz, criadora e roteirista, e teve o lançamento em 7 de outubro de 2022 no serviço de streaming.

## Lançamento e promoção
Durante a live realizada no Instagram para comemoração de 10 anos do lançamento do seu primeiro trabalho Monomania (2013) realizada na noite de 30 de abril de 2023, Falcão anunciou que iria começar a promoção do álbum no mês de junho, com o lançamento do primeiro single e que o disco chegaria no mês subsequente, além de fazer a primeira apresentação de Eu Destruo. O primeiro single, Chorar na Boate, foi lançado em 6 de junho de 2023, e o segundo single, Ar da Sua Graça, saiu no dia 27 do mesmo mês.
Para divulgação do álbum, a artista aumentou sua atividade em seu perfil do TikTok, além de divulgar também no Instagram e Twitter, este último, que serviu como peça principal de divulgação, em que anunciou no dia 9 de julho o nome e a divulgação de que se tratava de um álbum visual, além de lançar diversas outras informações, como parte da tracklist.

## Lista de faixas
Todas as canções são escritas e compostas por Clarice Falcão e Lucas de Paiva.
| N.º            | Título             | Duração |  |
| 1.             | "Dimensão"         | 3:18    |  |
| 2.             | "Fundo do Poço"    | 3:41    |  |
| 3.             | "Chorar na Boate"  | 3:25    |  |
| 4.             | "Quatro da Manhã"  | 0:33    |  |
| 5.             | "Ar da Sua Graça"  | 3:26    |  |
| 6.             | "Podre"            | 3:17    |  |
| 7.             | "Eu Destruo"       | 3:05    |  |
| 8.             | "Truque"           | 3:20    |  |
| 9.             | "Ideia Merda"      | 2:49    |  |
| 10.            | "Dizer Adeus"      | 2:40    |  |
| 11.            | "Quero Acreditar"  | 3:37    |  |
| 12.            | "Segunda Dimensão" | 1:15    |  |
| Duração total: | Duração total:     | 34:00   |  |

## Histórico de lançamento
| Região | Data                 | Formato(s)                 | Gravadora        | Ref.  |
| ------ | -------------------- | -------------------------- | ---------------- | ----- |
| Várias | 10 de agosto de 2023 | Download digital streaming | Chevalier de Pas | [ 1 ] |